# 小行星17458
小行星17458（17458 Dick）是一颗绕太阳运转的小行星，为主小行星带小行星。该小行星于1990年10月13日发现。

## 轨道参数
小行星17458的轨道半长轴为3.0034330 UA，离心率为0.105。